# Lopoduno

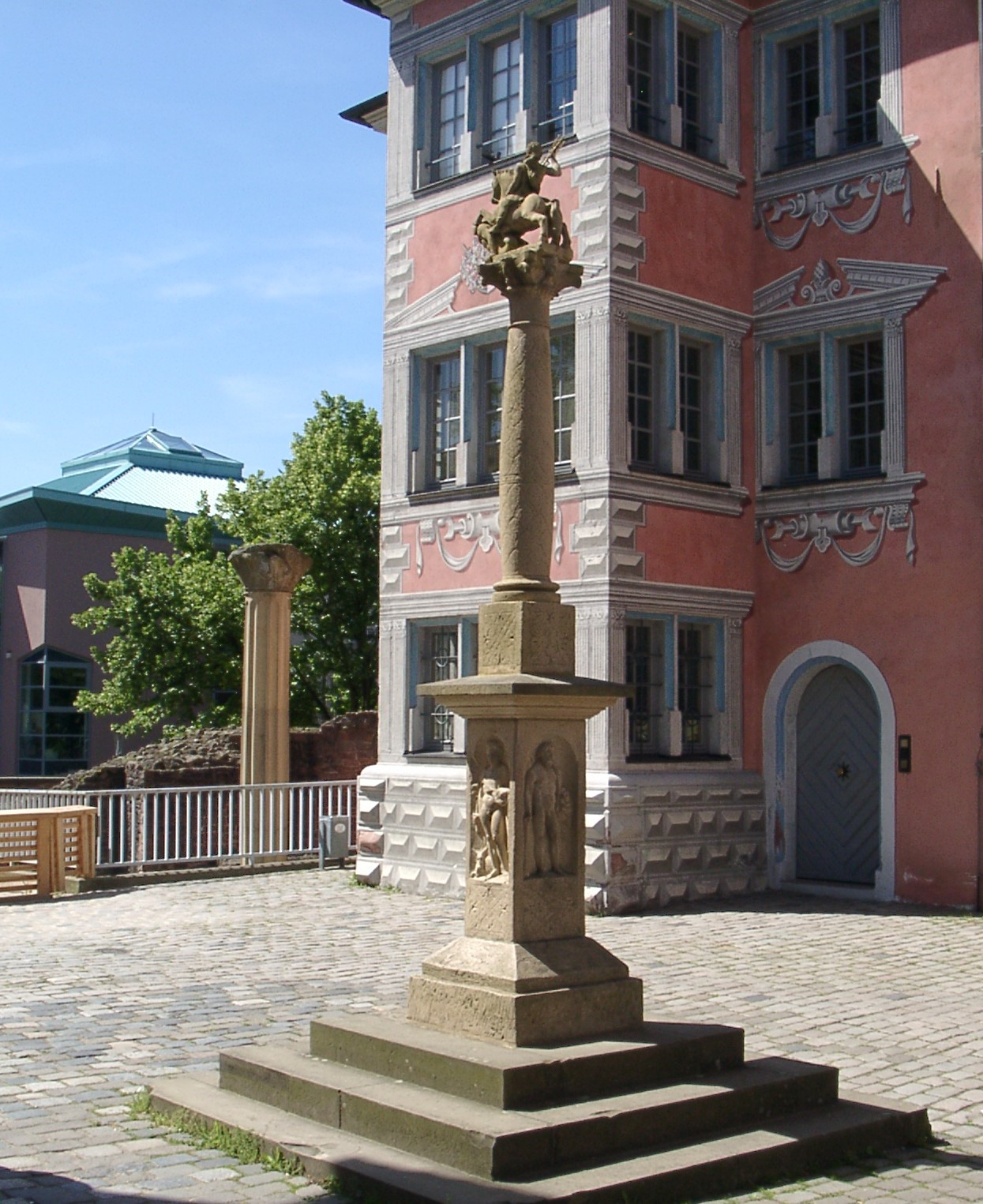
Coluna de Júpiter de Ladenburg, réplica na frente do Museu Lobdengau

Lopoduno (em latim: Lopodunum) foi uma cidade romana (atual Ladenburg).

## História

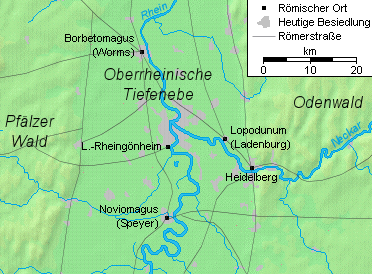
Região Rhein-Neckar na época romana